# Campionati italiani primaverili di nuoto 2000
I quarantasettesimi Campionati italiani primaverili di nuoto si sono svolti a Torino dal 17 al 20 aprile 2000. È stata utilizzata la vasca da 50 metri.

## Podi

### Uomini
| Evento               | Oro                                                                                               | Tempo    | Argento | Tempo | Bronzo | Tempo |
| Stile libero         |                                                                                                   |          |         |       |        |       |
| 50 m                 | Lorenzo Vismara                                                                                   | 23"08    |         | -     |        | -     |
| 100 m                | Lorenzo Vismara                                                                                   | 50"64    |         | -     |        | -     |
| 200 m                | Emiliano Brembilla                                                                                | 1'50"25  |         | -     |        | -     |
| 400 m                | Emiliano Brembilla                                                                                | 3'49"28  |         | -     |        | -     |
| 1500 m               | Emiliano Brembilla                                                                                | 15'16"70 |         | -     |        | -     |
| Dorso                |                                                                                                   |          |         |       |        |       |
| 50 m                 | Emanuele Merisi                                                                                   | 26"44    |         | -     |        | -     |
| 100 m                | Emanuele Merisi                                                                                   | 56"51    |         | -     |        | -     |
| 200 m                | Emanuele Merisi                                                                                   | 2'00"75  |         | -     |        | -     |
| Rana                 |                                                                                                   |          |         |       |        |       |
| 50 m                 | Domenico Fioravanti                                                                               | 28"18    |         | -     |        | -     |
| 100 m                | Domenico Fioravanti                                                                               | 1'02"24  |         | -     |        | -     |
| 200 m                | Domenico Fioravanti                                                                               | 2'15"62  |         | -     |        | -     |
| Farfalla             |                                                                                                   |          |         |       |        |       |
| 50 m                 | Luca Belfiore                                                                                     | 24"81    |         | -     |        | -     |
| 100 m                | Dino Urgias                                                                                       | 55"41    |         | -     |        | -     |
| 200 m                | Massimiliano Eroli                                                                                | 1'59"21  |         | -     |        | -     |
| Misti                |                                                                                                   |          |         |       |        |       |
| 200 m                | Massimiliano Rosolino                                                                             | 2'02"67  |         | -     |        | -     |
| 400 m                | Alessio Boggiatto                                                                                 | 4'18"46  |         | -     |        | -     |
| Staffette            |                                                                                                   |          |         |       |        |       |
| 4x100 m stile libero | Centro Sportivo Carabinieri Alessandro Bacchi Emiliano Brembilla Luis Alberto Laera Mauro Gallo   | 3'26"94  |         | -     |        | -     |
| 4x200 m stile libero | Centro Sportivo Carabinieri Paolo Ghiglione Davide Bicchierini Samuele Pampana Emiliano Brembilla | 7'33"07  |         | -     |        | -     |

### Donne
| Evento               | Oro                                                                    | Tempo   | Argento | Tempo | Bronzo | Tempo |
| Stile libero         |                                                                        |         |         |       |        |       |
| 100 m                | Cecilia Vianini                                                        | 57"61   |         | -     |        | -     |
| 200 m                | Luisa Striani                                                          | 2'03"57 |         | -     |        | -     |
| 400 m                | Flavia Rigamonti                                                       | 4'16"38 |         | -     |        | -     |
| 800 m                | Flavia Rigamonti                                                       | 8'46"61 |         | -     |        | -     |
| Dorso                |                                                                        |         |         |       |        |       |
| 50 m                 | Giorgia Gramillano                                                     | 30"47   |         | -     |        | -     |
| 100 m                | Federica Barsanti                                                      | 1'04"69 |         | -     |        | -     |
| 200 m                | Federica Barsanti                                                      | 2'17"36 |         | -     |        | -     |
| Rana                 |                                                                        |         |         |       |        |       |
| 50 m                 | Roberta Crescentini                                                    | 32"23   |         | -     |        | -     |
| 100 m                | Roberta Crescentini                                                    | 1'12"48 |         | -     |        | -     |
| 200 m                | Federica Biscia                                                        | 2'34"48 |         | -     |        | -     |
| Farfalla             |                                                                        |         |         |       |        |       |
| 50 m                 | Karina Vanni                                                           | 28"43   |         | -     |        | -     |
| 100 m                | Karina Vanni                                                           | 1'02"20 |         | -     |        | -     |
| 200 m                | Paola Cavallino                                                        | 2'16"53 |         | -     |        | -     |
| Misti                |                                                                        |         |         |       |        |       |
| 200 m                | Federica Biscia                                                        | 2'18"42 |         | -     |        | -     |
| 400 m                | Federica Biscia                                                        | 4'53"28 |         | -     |        | -     |
| Staffette            |                                                                        |         |         |       |        |       |
| 4x100 m stile libero | DDS Lara Consolandi Marianna Esposito Cecilia Vianini Roberta Panara   | 3'53"87 |         | -     |        | -     |
| 4x200 m stile libero | SNAM Sara Cracco Claudia Lorenzi Chiara Negrini Luisa Striani          | 8'29"54 |         | -     |        | -     |
| 4x100 m stile misti  | SNAM Federica Barsanti Chiara Negrini Luisa Striani Alessandra Cassani | 4'21"64 |         | -     |        | -     |